# Distinguished Service Star
La Distinguished Service Star est la troisième distinction militaire la plus élevée des Forces armées des Philippines. Il est décerné pour un service éminemment méritoire et précieux rendu tout en occupant un poste de grande responsabilité.

## Description
La médaille est portée autour du cou, suspendue à un ruban bleu foncé, avec une bande verticale rouge au centre. La médaille, comme son nom l'indique, se présente sous la forme d'une étoile à cinq branches. L'étoile contient un disque central affichant les armoiries des Philippines. L'étoile est attachée à son ruban par une couronne de vingt-six feuilles vert foncé et dix bourgeons blancs. Au revers de la médaille est gravé « Pour le service distingué ».